# Cantó d'Avinyó Nord
El cantó d'Avinyó Nord és una antiga divisió administrativa francesa del departament de la Valclusa, situat al districte d'Avinyó. Compta amb un municipi i part del d'Avinyó. Va desaparèixer el 2015.

## Municipis
- Avinyó
- Lo Pontet

| Data d'elecció                           | Identitat          | Partit              | Qualitat |
| ---------------------------------------- | ------------------ | ------------------- | -------- |
| 1967-1973                                | Henri Duffaut      | PS                  |          |
| 1973-2001                                | Régis Deroudilhe   | Divers droite i UDF |          |
| 2001-2008                                | Christian Bouillot | RPR, després UMP    |          |
| 2008-2015                                | Claude Toutain     | UMP                 |          |
| les dades anteriors no són pas conegudes |                    |                     |          |
|                                          |                    |                     |          |